# قره‌صوفی
قره‌صوفی یکی از روستاهای استان آذربایجان شرقی است که در دهستان چاراویماق جنوب غربی بخش مرکزی شهرستان چاراویماق واقع شده‌است.

## جمعیت
این روستا در ۳ کیلومتری روستای آبگرم -ایستی سو واقع شده وحدود ۲۱ خانوار وجمعیت تقریبی ۷۸ نفر میباشد .

## مدرسه
اسم مدرسه این روستا فتح المبین نام دارد .روستا دارای برق تلفن وآب شرب با لوله کشی بهداشتی میباشد.

## تحصیلات
این روستا دارای ۱۴ دانش آموز است که فقط در مقطع ابتدایی تا ششم میتوان تحصیل کرد .

## آب و هوا
دارای آب وهوایی خشک و کمبود آب کاملا مشهود است.دارای جاده خاکی و در از مرکز شهر ۱۶ کیلومتر فاصله دارد.